# Miniac-sous-Bécherel
 Miniac-sous-Bécherel  es una población y comuna francesa, situada en la región de Bretaña, departamento de Ille y Vilaine, en el distrito de Rennes y cantón de Bécherel.

## Demografía
| 623 | 612 | 587 | 527 | 516 | 560 |
| Para los censos de 1962 a 1999 la población legal corresponde a la población sin duplicidades (Fuente: INSEE [Consultar]) |     |     |     |     |     |